# برداوان
برداوان (به ارمنی: Բերդավան) یک روستا در ارمنستان است که در استان تاووش واقع شده‌است. برداوان در ۵۴ کیلومتری شمال غرب ایجوان، مرکز استان تاووش واقع شده‌است.

## خصوصیات
برداوان ۳٬۴۲۱ نفر جمعیت دارد و در ۶۵۰ ارتفاع متر بالاتر از سطح دریا قرار گرفته‌است.